# 10% 플랜
10% 플랜(Ten percent plan), 공식적으로는 사면 및 재건 선언(Proclamation of Amnesty and Reconstruction, 13 Stat. 737)은 남북 전쟁 중인 1863년 12월 8일 미국 대통령 에이브러햄 링컨이 발표한 미국 대통령 포고였다. 전쟁이 거의 3년째에 접어들면서 북군은 남군을 미국 남부의 여러 지역에서 몰아냈고, 일부 아메리카 연합국 주들은 정부를 재건할 준비가 되어 있었다. 링컨의 계획은 이러한 전후 재건을 위한 절차를 수립했다.

## 배경
링컨 대통령의 전후 남부 재건 계획의 한 구성 요소인 이 선언은 미국 연방 정부에 반란을 일으킨 주가 1860년 투표에 참가한 사람의 10%가 미국에 충성 서약을 하고 노예 해방을 준수할 것을 맹세할 때 연방에 재통합될 수 있다고 선포했다. 그러면 유권자들은 대표를 선출하여 수정된 주 헌법을 초안하고 새로운 주 정부를 수립할 수 있었다. 고위 남군 장교와 정부 관리를 제외한 모든 남부인들은 완전한 사면을 받았다. 이 정책은 또한 남부가 더 이상 사유 재산으로 간주되지 않는 옛 노예들을 위한 교육을 제공해야 한다는 내용을 담았다. 링컨은 남부인들에게 그들의 남은 재산을 보호하겠다고 보장했다. 1864년까지 루이지애나, 테네시, 아칸소는 이러한 지침에 따라 완전히 기능하는 연방주의 정부를 수립했다.
이 정책은 온건한 평화 계획을 제시함으로써 전쟁을 단축시키기 위함이었다. 또한 새로운 정부가 노예제를 폐지하도록 주장함으로써 그의 노예 해방 선언 정책을 더욱 진전시키려는 의도도 있었다.

## 반응
의회는 링컨의 이 계획 선언에 대해 날카롭게 반응했다. 의회의 대부분의 온건 공화당원들은 전쟁을 신속하게 종결시키기를 원했기 때문에 대통령의 재건 제안을 지지했지만, 다른 공화당원들은 농장주 계급이 복원되고 옛 노예들이 다시 노예가 되거나 체계적인 억압을 받을 수 있다고 우려했다. 링컨의 남부에 대한 재건 정책은 그의 노예 해방 선언을 대중화하기 위해 관대했다. 링컨은 선언의 강제 집행이 1864년 선거에서 공화당의 패배로 이어질 수 있고, 인기 있는 민주당원들이 그의 선언을 뒤집을 수 있다고 우려했다.
공화당 급진파는 링컨의 계획이 남부에 너무 관대하다고 생각하여 반대했다. 급진 공화당원들은 링컨의 재건 계획이 충분히 엄격하지 않다고 믿었는데, 그들의 관점에서 남부는 전쟁을 시작한 죄가 있고 그에 합당한 처벌을 받아야 한다고 생각했다. 급진 공화당원들은 재건 과정을 통제하고, 남부 사회를 변화시키고, 농장주 계급을 해체하고, 토지를 재분배하고, 산업을 발전시키고, 옛 노예들의 시민 자유를 보장하기를 희망했다. 급진 공화당원들은 의회에서 소수당이었지만, 전후 수년 동안 많은 온건파를 설득하여 나중 회기에서는 의회를 지배하게 되었다. 1864년 여름, 급진 공화당원들은 이 계획에 반대하는 새로운 법안인 웨이드-데이비스 법안을 통과시켰다. 이 급진파들은 링컨의 계획이 너무 관대하다고 믿었고, 이 새로운 법안은 연방 재가입을 더 어렵게 만들 것이었다. 이 법안은 주가 재가입하려면 주 인구의 대다수가 충성 서약을 해야 하며, 단지 10%만이 해서는 안 된다고 명시했다. 링컨은 나중에 이 새로운 법안을 보류거부했다.

## 비판, 정치적 갈등, 유산
온건 공화당원들은 링컨의 접근 방식을 전쟁을 종결시키기 위한 실용적인 길로 지지했지만, 급진 공화당원들은 이 계획이 너무 관대하고 새로 해방된 아프리카계 미국인들을 위한 보장이 부족하다고 비판했다. 그들은 이 계획이 남부 사회의 의미 있는 변화 없이 옛 남부 동맹원들이 권력을 되찾는 것을 허용한다고 보았다.
이로 인해 웨이드-데이비스 법안(1864년)이 통과되었는데, 이 법안은 더 엄격한 조건을 제안했다. 백인 남성 시민의 대다수(10%가 아닌)가 충성 서약을 해야 하고, 고위 남부 동맹 지도자들은 영구적으로 선거권을 박탈당할 것이었다. 이 법안은 또한 노예 해방과 정치적 평등을 보장할 것을 요구했다. 링컨은 이 법안을 보류 거부했고, 이로 인해 급진 공화당원들이 링컨을 행정권 남용과 재건에 대한 불충분한 헌신으로 비난하는 웨이드-데이비스 선언문이 발표되었다.
흑인 지도자들도 우려를 표명했다. 프레더릭 더글러스는 이 계획이 옛 노예들의 정치적, 경제적 권리를 확보하지 못한 점을 비판하며, 이를 "자유의 대의를 배신하는" 정책이라고 불렀다. 많은 현대 역사가들은 10% 플랜이 포괄적인 재건 전략이 아니라 남부 연방주의를 장려하고 남부 동맹의 결의를 약화시키기 위한 전시에 사용된 정치적 도구였다고 주장한다.
1865년 링컨 암살 이후, 이 계획은 완전히 실행되지 못했다. 그의 후임자인 앤드루 존슨은 재건에 대해 유사하게 관대한 접근 방식을 채택했지만, 의회는 결국 그의 정책을 거부하고 전후 남부를 재편하는 데 연방의 더 적극적인 역할을 담은 급진적 재건을 시작했다.

## 같이 보기
- 40 에이커와 노새
- 해방노예국
- 미국 노예들의 대우

## 참고 문헌
- 포너, 에릭. 영원히 자유롭게: 해방과 재건의 이야기. 뉴욕: 빈티지 북스, 2005.